# Darfour, du sable et des larmes
Pour plus de détails, voir Fiche technique et Distribution.
Darfour, du sable et des larmes (Sand and Sorrow) est un film documentaire américain réalisé par Paul Freedman en 2007.

## Synopsis
Le film plonge le spectateur dans la réalité de la situation au Darfour. Le réalisateur a suivi un contingent des forces pour la paix de l'Union africaine au Darfour.

## Fiche technique
- Titre : Darfour, du sable et des larmes
- Titre original : Sand and Sorrow
- Réalisation : Paul Freedman
- Scénario : Paul Freedman et Greg DeHart
- Narration : George Clooney
- Musique : Jamie Dunlap
- Photographie : Alexandre Naufel
- Montage : Paul Freedman
- Production : Paul Freedman et Bradley Kaplan
- Société de production : Amahoro
- Pays :  États-Unis
- Genre : Documentaire
- Durée : 92 minutes
- Dates de sortie : 
  -  États-Unis : décembre 2007
  -  France : 20 août 2008